# چاقو پروانه‌ای
چاقو پروانه‌ای (به انگلیسی: butterfly knife) که با نام‌های بالیسانگ یا بالسینگ (به انگلیسی: Balisong)، چاقوی پنکه‌ای (به انگلیسی: fan knife) یا چاقوی باتانگاس (به انگلیسی: Batangas knife) نیز شناخته می‌شود، نوعی چاقوی جیبی تاشو است که منشأ آن از کشور فیلیپین است. ویژگی‌های متمایز آن دو دسته است که به دور هم می‌چرخند، به طوری که در صورت بسته شدن، تیغه در شیارهای دسته‌ها پنهان می‌شود. یک ضامن دستگیره‌ها را در کنار هم نگه می‌دارد، و معمولاً روی دسته ای که رو به لبه برنده چاقو قرار دارد نصب می‌شود.

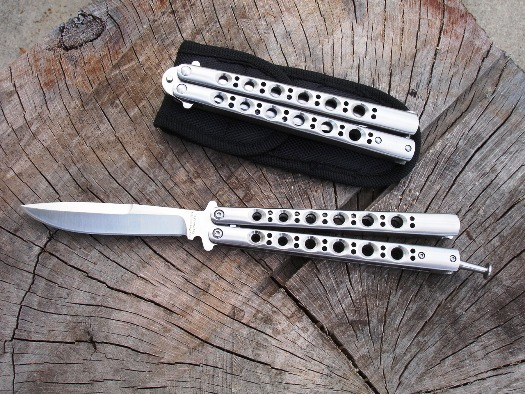
چاقو پروانه‌ای در حالت بسته و باز.

بالیسانگ معمولاً توسط فیلیپینی‌ها، به‌ویژه آنهایی که در منطقه تاگالوگ هستند، به‌عنوان یک چاقوی دفاع شخصی و جیبی استفاده می‌شد. قبل از اینکه ریش‌تراش‌های معمولی در فیلیپین در دسترس باشد، از گونه‌ای از بالیسنگ‌ها به عنوان تیغ‌های ریش‌تراشی استفاده می‌شد. در دستان یک کاربر آموزش دیده، تیغه چاقو را می‌توان به سرعت با یک دست آماده استفاده کرد. حرکت‌های نمایشی که به آن «تلنگر زدن یا چرخاندن» می‌گویند برای هنر یا سرگرمی انجام می‌شود. نسخه‌های «تمرینی» غیر برنده و تیز این چاقوها موجود است و می‌توان از آنها برای تمرین ترفندهای این چاقو و سرگرمی بدون خطر آسیب استفاده کرد. در حال حاضر استفاده از این چاقو در برخی کشورها به دلیل مشابه بودن این چاقو با دیگر سلاح‌های سرد ضامن دار غیرقانونی یا محدود شده‌است. در فیلیپین، دیگر مانند گذشته استفاده از این چاقو در مناطق شهری رایج نیست.

## ریشه‌شناسی
نام «بالی سونگ» از بارانگای (روستای) بالیسانگ، بخشی از شهرداری تال در استان باتانگاس همراه با پاندایان که همسایه این روستا گرفته شده. این دو روستا از مراکز اصلی تولید چاقوها در فیلیپین و از اصلی‌ترین مراکز فعال در صنعت آهنگری فیلپین بوده‌اند و ابزارهای تیغه‌دار دیگری مانند چاقوهای بولو (Bolo Knives) را نیز تولید می‌کرده‌اند. همچنین ادعا می‌شود که معنای اصطلاح بالیسانگ از کلمات تاگالوگ baling sungay (به معنای تحت الفظی کلمه، "شاخ شکسته/تاشونده") گرفته شده‌است، زیرا دسته تیغه به‌طور سنتی از کارابائو و شاخ گوزن حکاکی و ساخته می‌شده و در ساخت آنان از استخوان نیز بکار می‌رفته. بالیسانگ سنتی در فیلیپین به عنوان veinte y nueve یا «بیست و نه» نیز شناخته می‌شود، زیرا در هنگام باز شدن ۲۹ سانتی‌متر طول داشته‌اند.

## تاریخ
منشأ تاریخی این چاقوها مشخص نیست. تاریخ شفاهی ادعا می‌کند که چاقوها برای اولین بار در سال ۸۰۰ پس از میلاد در فیلیپین ساخته شدند. با این حال، هیچ سند یا مدرک باستان‌شناسی برای اثبات این موضوع وجود ندارد. تولید انبوه Balisong در فیلیپین را فقط می‌توان در اوایل دهه ۱۹۰۰ میلادی تأیید کرد. ادعای دیگر این است که balisong در اصل اقتباسی از یک ابزار اندازه‌گیری فرانسوی به نام pied du roi ("پای پادشاه") بود که بین سال‌های ۱۵۰۰ میلادی تا اواخر ۱۷۰۰ میلادی اختراع شد. با این حال، نحوه معرفی آن به فیلیپین مشخص نیست. تئوری‌هایی وجود دارد مبنی بر اینکه ممکن است دریانوردان در امپراتوری اسپانیا که در آن زمان با فرانسه متحد شده بودند، ممکن است این چاقو را به فیلیپین معرفی کرده باشند.

## کاربرد
بالیسانگ که با نام‌های فن‌نیف، چاقوی پروانه‌ای یا چاقوی باتانگاس نیز شناخته می‌شود، نوعی چاقوی جیبی تاشو است که منشا آن فیلیپین است. وجه تمایز آن دو دسته است که به دور تانگ می چرخند به طوری که هنگام بسته شدن تیغه در شیارهای دسته ها پنهان می شود. گفته می شود که هدف از ساخت اولین چاقوی پروانه ای مفید بودن و همچنین دفاع شخصی بوده است. سبک و ویژگی های این چاقو امکان استقرار سریع چاقو را فراهم می کند. در حالی که می توان از آن به تنهایی و کارآمد استفاده کرد. شاید بگویید چاقوهای پروانه ای خطرناک نیستند و صرفا جنبه نمایشی دارند، اما باید بدانید که این چاقوی منحصر به فرد با طراحی خاص خود جزو خطرناک ترین چاقوهای تاکتیکی است که می تواند صدمات شدیدی را به انسان وارد کند. چاقوی پروانه ای دارای تیغه ای دو لبه و کشیده است که روی دسته ای دو تکه نصب می شود.

## وضعیت قانونی
چاقو پروانه‌ای در چندین کشور غیرقانونی شده‌است، عمدتاً به دلیل کاربرد آسان آن در جنایات و قابلیت پنهان شدن آسان برای همان هدف. در برخی از حوزه‌های قضایی فقط استفاده مجرمانه از آن جرم تلقی می‌شود.
چاقوی پروانه ای در بسیاری از مکان ها غیر قانونی است، زیرا پتانسیل آن برای استفاده به عنوان یک سلاح تهدید کننده است.

## نگارخانه

یک بالسینگ در حال باز و بسته شدن.
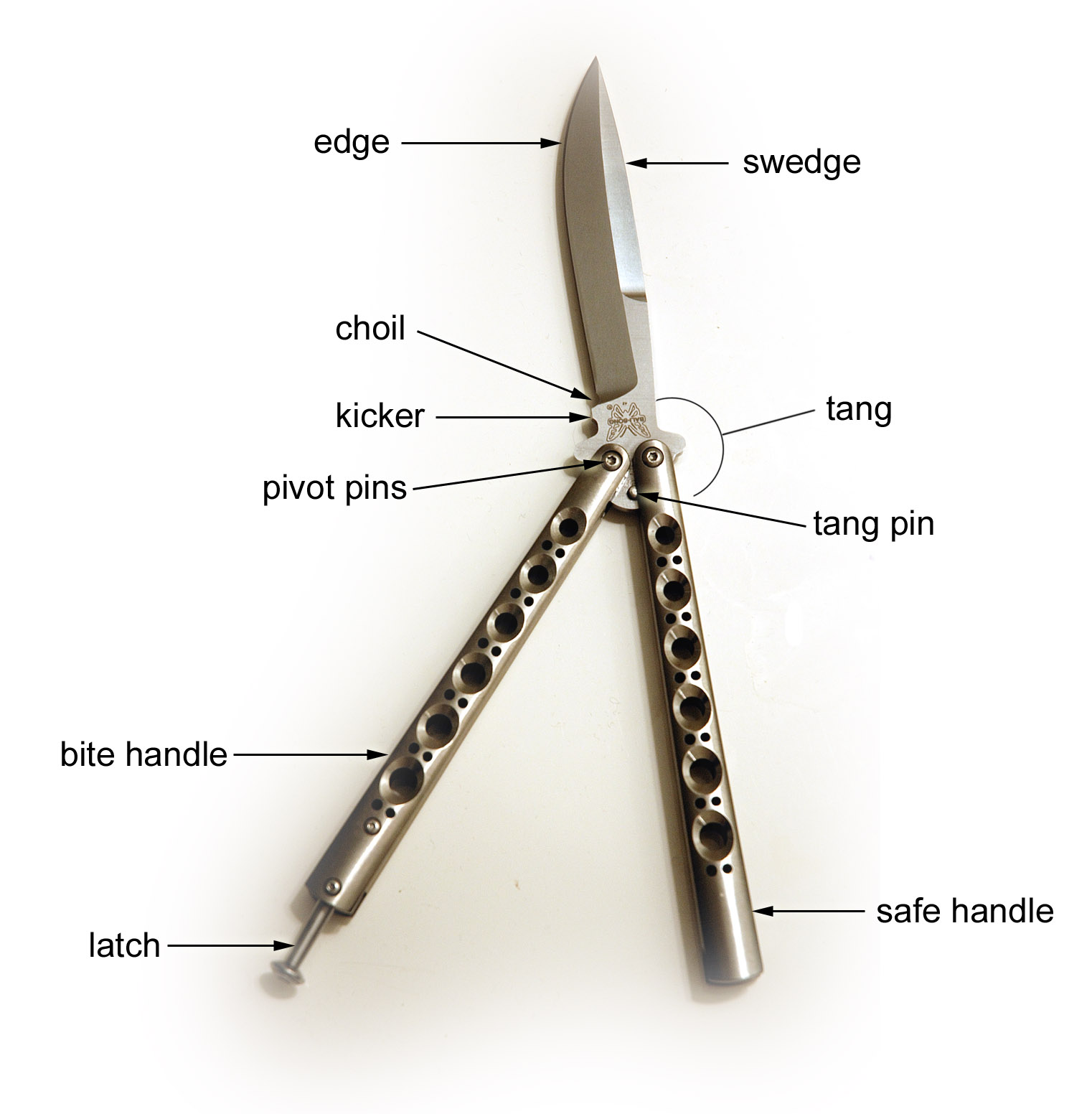
نام اجزای این چاقو به انگلیسی